# Delonix baccal
Espèce
Classification APG IV (2016)
Statut de conservation UICN

 NT  : Quasi menacé
Delonix baccal est une espèce de plantes à fleurs de la famille des Caesalpiniaceae selon la classification classique, ou des Fabaceae et de la sous-famille des Caesalpinioideae selon la classification phylogénétique. C'est un arbre trouvé en Éthiopie, au Kenya et en Somalie.